# 임호중학교
임호중학교(林虎中學校)는 대한민국 경상남도 김해시 내동에 위치한 공립 중학교이다.

## 학교 연혁
- 1994년 12월 21일 : 임호중학교 설립인가(6학급)
- 1995년 3월 4일 : 임호중학교 개교 및 입학식(6학급 295명)
- 2009년 8월 7일 : 임호관 완공
- 2021년 9월 1일 : 제14대 권고자 교장 취임(최범수, 이대영, 경민성 등이 입학.)
- 2022년 12월 29일 : 제26회 졸업식(9학급 246명, 졸업생 누계 9,209명)
- 2023년 3월 2일 : 제29회 입학식(7학급 201명)

## 참고 자료
- 임호중학교 - 한국교육학술정보원 학교알리미